# Añoranzas (película)
Añoranzas es un cortometraje musical en blanco y negro filmado en Buenos Aires, Argentina, sobre la base de la canción "Añoranzas" de José María Aguilar, dirigido por Eduardo Morera, con producción de Federico Valle, en el que participan el cantor Carlos Gardel, acompañado por sus tres guitarristas, Guillermo Barbieri, Domingo Riverol y José María Aguilar, el autor del tema.
Está considerada como una de las primeras películas del cine sonoro latinoamericano con sonido óptico -junto a los demás cortometrajes de Gardel realizados en 1930- y uno de los primeros videoclips de la historia del cine.
Fue filmado en Buenos Aires entre el 23 de octubre y el 3 de noviembre de 1930 y estrenado en esa ciudad a partir del 3 de mayo de 1931, en el cine Astral.

## Los cortometrajes musicales de Gardel de 1930
En 1930 Gardel protagonizó quince cortometrajes musicales sonoros, cada uno sobre una canción, con dirección de Eduardo Morera y producción de Federico Valle, uno de los pioneros del cine latinoamericano. Valle había nacido en Italia en 1880, y luego de trabajar con los Hermanos Lumière y tomar clases con Georges Méliès, emigró a la Argentina en 1911 y desde entonces produjo decenas de obras cinematográficas de gran valor, incluyendo los primeros noticieros y los largometrajes animados de Quirino Cristiani, los primeros en la historia del cine mundial en su género. 
De los quince cortos, cinco resultaron arruinados en el laboratorio, entre ellos uno titulado Leguisamo solo, en el que aparecía el jockey Irineo Leguisamo y otro titulado El quinielero. Los diez cortos lanzados fueron: El carretero, Añoranzas, Rosas de otoño, Mano a mano, Yira, yira, Tengo miedo, Padrino pelao, Enfundá la mandolina, Canchero y Viejo smoking.

## Sinopsis
La película consiste en la interpretación por parte de Carlos Gardel del vals "Añoranzas", de José María Aguilar, acompañado por las guitarras del propio Aguilar, Ángel Domingo Riverol y Guillermo Barbieri. Se trata de una imagen fija, con Gardel al frente y los tres guitarristas detrás, con un fondo negro.

## Características
La película fue filmada en Buenos Aires entre el 23 de octubre y el 3 de noviembre de 1930, en los Estudios Valle ubicados en la calle México 832, junto a otros catorce cortometrajes similares, que tuvieron a Gardel como protagonista.
Fue realizada con sonido óptico, es decir con una banda de sonido grabada en la película misma, denominado sistema Movietone inventado por Lee De Forest, que permitía la utilización de rollos pequeños y era adecuado para filmar noticieros, documentales y cortos musicales. Este sistema aventajaba al Vitaphone, que consistía en discos fonográficos que se ejecutaban en forma paralela a la proyección del filme pero cuyo sonido era de menor calidad y presentaba problemas para su sincronización.
Está considerada como una de las primeras películas del cine sonoro latinoamericano con sonido óptico -junto a los demás cortometrajes de Gardel realizados en 1930- y uno de los primeros videoclips de la historia del cine.
Gardel grabó muchos temas compuestos por sus guitarristas.

 Aguilar había sido contratado por Gardel en 1928, para incrementar la cantidad de guitarristas que lo acompañaban a tres. Pocos días después de la filmación del cortometraje, en diciembre de 1930, Gardel despediría a Aguilar por haber hecho un comentario homofóbico en su contra.
Los cortometrajes fueron estrenados en Buenos Aires, a partir del 3 de mayo de 1931 en el cine Astral, ubicado en Corrientes 1641, bajo el rubro de “Variedad musical”, acompañando la exhibición de la película Luces de la ciudad de Charles Chaplin. En algunos casos fueron presentados como "tangos teatralizados". Gozaron de gran éxito y se siguieron exhibiendo por años.

## Reparto
- Carlos Gardel
- José María Aguilar
- Ángel Domingo Riverol
- Guillermo Barbieri.